# Quaderni del carcere

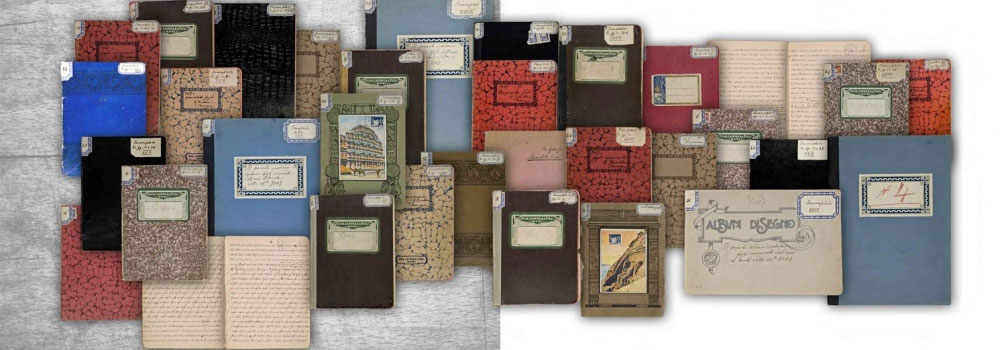
Mostra dei Quaderni del carcere, Sardegna.

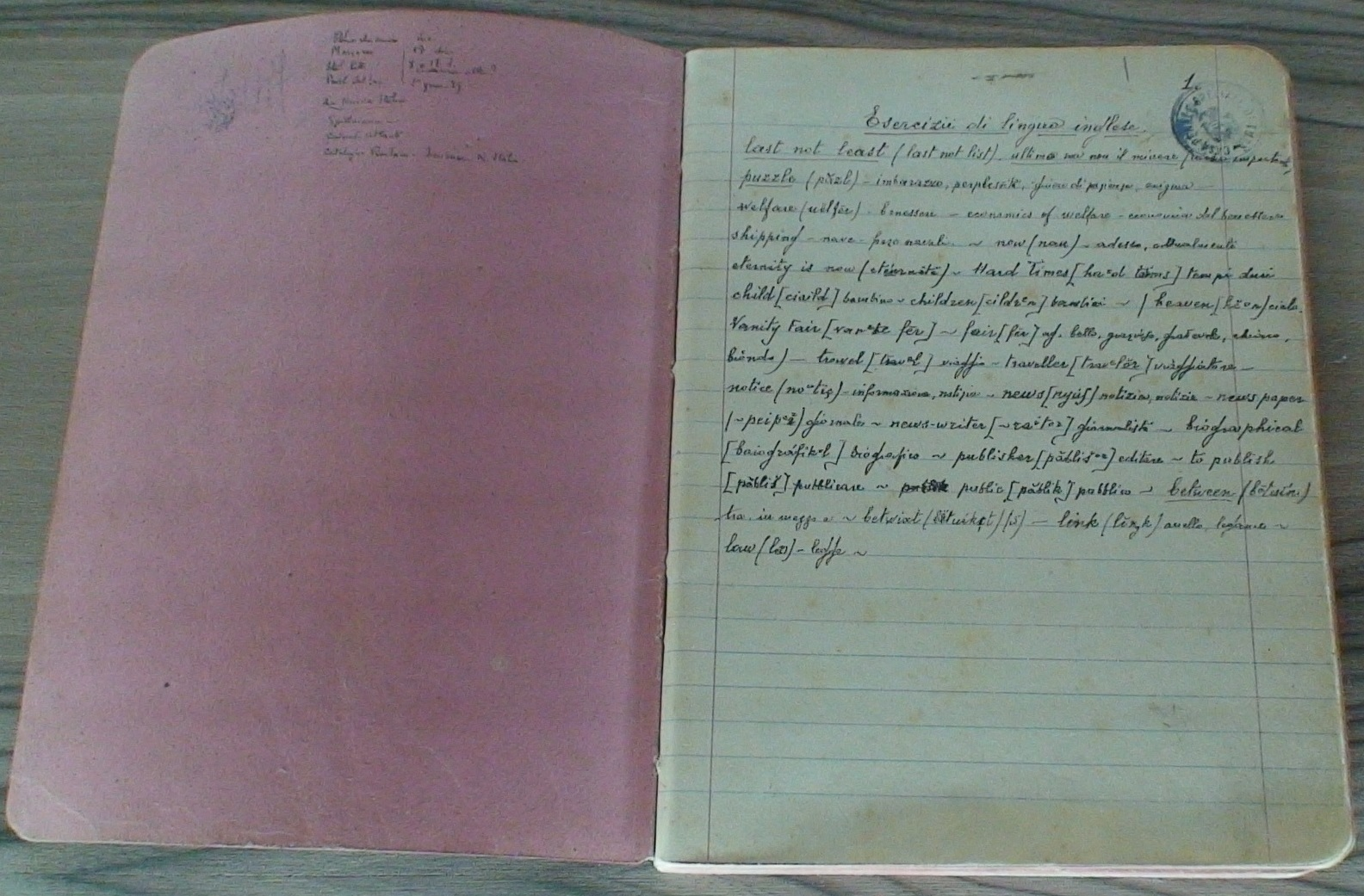
Antonio Gramsci: Esercizii di lingua inglese, quaderno. Vocabulario inglese-italiano.

I Quaderni del carcere sono la raccolta degli appunti, dei testi e delle note che Antonio Gramsci iniziò a scrivere dall'8 febbraio 1929, durante la sua prigionia nelle carceri fasciste.
I Quaderni - recuperati dopo la morte di Gramsci e portati a Mosca - furono pubblicati dall'Editore Giulio Einaudi, organizzati e rivisti da Felice Platone sotto la guida di Palmiro Togliatti, in una prima edizione tra il 1948 e il 1951. Presentati originariamente secondo un ordine tematico, i Quaderni ottennero un enorme impatto nel mondo della politica, della cultura, della filosofia e delle altre scienze sociali dell'Italia del Dopoguerra, permettendo al Partito Comunista di avviare un'egemonia culturale nel mondo intellettuale dell'epoca. Solo nel 1975 uscì un'edizione critica con un'accurata ricostruzione cronologica e filologica, curata da Valentino Gerratana.
Le condizioni in cui nacquero portarono l'autore ad approfondire riflessioni in completa solitudine, dando così vita a scritti che proprio da questo carattere di autonomia da un dibattito pubblico vedono nascere le maggiori ragioni di interesse. Da una parte Gramsci considerava quegli scritti quasi "esercizi" contro l'inaridimento causato dalla vita carceraria, dall'altra era cosciente della possibilità di teorizzare libero da questioni politiche contingenti, quindi "per l'eternità". Le condizioni precarie, anche per motivi di salute, nelle quali vengono scritti, rendono comunque parzialmente approssimativo o comunque non definitivo il loro contenuto agli occhi dello stesso autore.

## Tematiche dei Quaderni
I temi trattati di maggior rilevanza possono essere così riassunti:
- l'egemonia, nella sua accezione più vasta, considerata l'arma che permette a una classe di mantenere il controllo sociale di un Paese;
- il ruolo degli intellettuali, che devono contribuire a creare le condizioni perché tale egemonia passi al proletariato;
- considerazioni sulla filosofia crociana, considerata condivisibile per l'impianto storicistico, ma da ribaltare nella priorità della sfera ideale su quella materiale;
- l'analisi dell'esperienza risorgimentale, considerata una rivoluzione mancata, a causa delle contraddizioni presenti nelle classi egemoniche nell'affrontare e gestire il cambiamento strutturale del Paese;
- lo studio del folklore, inteso come espressione della visione del mondo delle classi dominate, dotate di loro capacità di resistenza critica e rivoluzionaria nei confronti dei valori borghesi;
- la questione meridionale, ovvero il problema principale dell'organizzazione del proletariato, con la necessità di creare una coscienza di classe rivoluzionaria per le masse di contadini del sud;
- considerazioni sulla critica letteraria e artistica, con la distinzione tra valutazione estetica e sociologica-politica, e un tentativo di mediazione tra le due.

### Il problema dell'egemonia
Nelle analisi - siano esse di tipo politico, sociale, storico, filosofico, letterario e genericamente culturale - condotte da Gramsci nei Quaderni, il tema dell'egemonia è costantemente presente: in che modo una classe sociale pervenga a egemonizzare le altre, quali forme essa assuma, quali strumenti adotti e quali siano i suoi limiti eventuali, come essa si mantenga. In particolare, poi, è presente il problema del processo che dovrebbe portare il proletariato italiano ad assumere l'egemonia, essere cioè la guida politica e il riferimento ideologico di tutta la Nazione.
Ne La questione meridionale Gramsci aveva scritto che «il proletariato può diventare classe dirigente e dominante nella misura in cui riesce a creare un sistema di alleanze di classe che gli permetta di mobilitare contro il capitalismo e lo Stato borghese la maggioranza della popolazione lavoratrice». La conquista di tale maggioranza comporta che le forze sociali, che di tale maggioranza sono espressione, dirigono la politica di quel determinato paese e dominano le forze sociali che a tale politica si oppongono. Comprendere come nella storia di ciascun paese si è raggiunta l'egemonia significa comprendere lo sviluppo della società di quel determinato paese e individuare le forze sociali che in essa agiscono.
La distinzione fra direzione – egemonia intellettuale e morale – e dominio – esercizio della forza repressiva - è così indicata da Gramsci: «La supremazia di un gruppo sociale si manifesta in due modi, come dominio e come direzione intellettuale e morale. Un gruppo sociale è dominante dei gruppi avversari che tende a liquidare o a sottomettere anche con la forza armata, ed è dirigente dei gruppi affini e alleati. Un gruppo sociale può e anzi deve essere dirigente già prima di conquistare il potere governativo (è questa una delle condizioni principali per la stessa conquista del potere); dopo, quando esercita il potere ed anche se lo tiene fortemente in pugno, diventa dominante ma deve continuare ad essere anche dirigente».
Come si conquista l'egemonia, così essa può essere perduta: la crisi dell'egemonia si manifesta quando, anche mantenendo il proprio dominio, le classi sociali politicamente dominanti non riescono più a essere dirigenti di tutte quante le classi sociali, ossia non riescono a risolvere i problemi di tutta la collettività e a imporre a tutta la società la propria complessiva concezione del mondo. A quel punto, la classe sociale fino ad allora subalterna, se riesce a indicare concrete soluzioni ai problemi lasciati irrisolti dalla classe dominante, diventa dirigente e, allargando la propria concezione del mondo anche ad altri strati sociali, crea un nuovo «blocco sociale» - una nuova alleanza di forze sociali - divenendo così egemone. Un tale cambiamento di esercizio dell'egemonia è un momento rivoluzionario che inizialmente, secondo Gramsci, avviene a livello della sovrastruttura - intesa in senso marxiano, cioè politico, culturale, ideale, morale - ma poi trapassa nella società nel suo complesso, investendo anche la struttura economica, dunque investendo tutto il «blocco storico», termine che in Gramsci indica l'insieme della struttura e della superstruttura, ossia i rapporti sociali di produzione e i loro riflessi ideologici.

#### L'egemonia nella storia italiana
Analizzando la storia italiana e il Risorgimento in particolare, Gramsci rileva che l'azione della borghesia avrebbe potuto assumere un carattere rivoluzionario se avesse acquisito l'appoggio di vaste masse popolari, in particolare dei contadini, che costituivano la maggioranza della popolazione. Il limite della rivoluzione borghese in Italia consistette nel non essere capeggiata da un partito giacobino, come in Francia, dove le campagne, appoggiando la Rivoluzione, furono decisive per la sconfitta delle forze della reazione aristocratica.

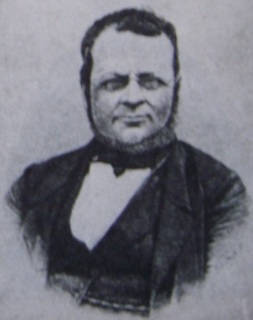
Cavour

Il partito politico italiano più avanzato, negli anni del Risorgimento, fu il Partito d'Azione, il partito di Mazzini e Garibaldi, che non ebbe però la capacità di impostare il problema dell'alleanza delle forze borghesi progressive con la classe contadina: Garibaldi in Sicilia distribuì le terre demaniali ai contadini, ma «i movimenti di insurrezione dei contadini contro i baroni furono spietatamente schiacciati e fu creata la Guardia nazionale anticontadina».
Per riportare la vittoria nella lotta per la conquista dell'egemonia contro i moderati guidati da Cavour, il Partito d'Azione avrebbe dovuto «legarsi alle masse rurali, specialmente meridionali, essere giacobino non solo per la forma esterna, di temperamento, ma specialmente per il contenuto economico-sociale: il collegamento delle diverse classi rurali che si realizzava in un blocco reazionario attraverso i diversi ceti intellettuali legettimisti-clericali poteva essere dissolto per addivenire ad una nuova formazione liberale-nazionale solo se si faceva forza in due direzioni: sui contadini di base, accettandone le rivendicazione di base [ ... ] e sugli intellettuali degli strati medi e inferiori».
Al contrario, i cavourriani seppero mettersi alla testa della rivoluzione borghese, assorbendo tanto i radicali che una parte dei loro stessi avversari. Questo avvenne perché i moderati cavourriani ebbero un rapporto organico con i loro intellettuali che erano, come i loro politici, proprietari terrieri e dirigenti industriali. Le masse popolari restarono passive nel raggiunto compromesso fra i capitalisti del Nord e i latifondisti del Sud.
La funzione del Piemonte nel processo risorgimentale fu quella di classe dirigente; pur esistendo in Italia nuclei di classe dirigente favorevoli all'unificazione, «questi nuclei non volevano dirigere nessuno, cioè non volevano accordare i loro interessi e aspirazioni con gli interessi e aspirazioni di altri gruppi. Volevano dominare, non dirigere e ancora: volevano che dominassero i loro interessi, non le loro persone, cioè volevano che una forza nuova, indipendente da ogni compromesso e condizione, divenisse arbitra della Nazione: questa forza fu il Piemonte e quindi la funzione della monarchia», che ebbe una funzione paragonabile a quella di un partito, «del personale dirigente di un gruppo sociale (e si parlò infatti di partito piemontese) [ ... ]»
«Questo fatto è della massima importanza per il concetto di rivoluzione passiva, che cioè non un gruppo sociale sia il dirigente di altri gruppi, ma che uno Stato, sia pure limitato come potenza, sia il dirigente del gruppo che esso dovrebbe essere dirigente e possa porre a disposizione di questo un esercito e una forza politica-diplomatica [ ... ] L'importante è approfondire il significato che ha una funzione tipo Piemonte nelle rivoluzioni passive, cioè il fatto che uno Stato si sostituisca ai gruppi sociali locali nel dirigere la lotta di rinnovamento. È uno dei casi in cui si ha la funzione di dominio e non di dirigenza di questi gruppi: dittatura senza egemonia». E dunque per Gramsci il concetto di egemonia si distingue da quello di dittatura: questa è solo dominio, quella è capacità di direzione.

#### Le classi subalterne
Il problema è ora di comprendere come possa il proletariato - o in generale una classe dominata, subalterna - riuscire a divenire classe dirigente e a esercitare il potere politico, divenendo classe egemone.

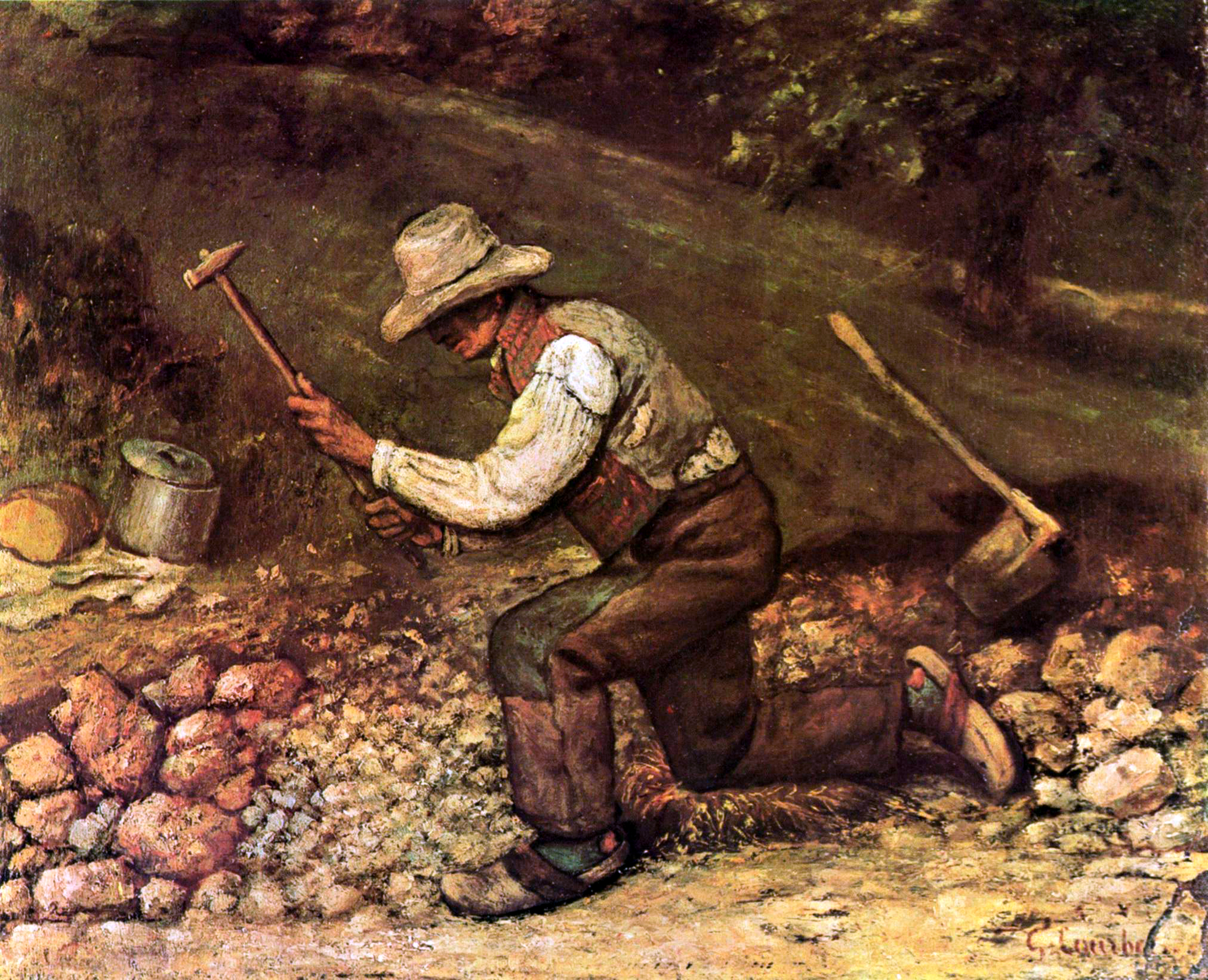
Gustave Courbet, Lo spaccapietre

Le classi subalterne - sottoproletariato, proletariato urbano, rurale e anche parte della piccola borghesia - non sono unificate e la loro unificazione avviene solo quando "divengono Stato", quando giungono a dirigere lo Stato, altrimenti svolgono una funzione discontinua e disgregata nella storia della società civile dei singoli Stati. La loro tendenza all'unificazione «è continuamente spezzata dall'iniziativa dei gruppi dominanti» dei quali esse «subiscono sempre l'iniziativa, anche quando si ribellano e insorgono».
L'egemonia, come detto, viene esercita unificando un «blocco sociale», un'alleanza politica di un insieme di classi sociali diverse, formato, in Italia, da industriali, proprietari terrieri, classi medie, parte della piccola borghesia - che di per sé non è dunque omogeneo, essendo comunque attraversato da interessi divergenti - mediante una politica, una cultura e un'ideologia o un sistema di ideologie, che impediscano che quei contrasti di interessi, permanenti anche quando siano latenti, esplodano, provocando dapprima la crisi dell'ideologia dominante, e poi una conseguente crisi politica dell'intero sistema di potere.
In Italia, l'esercizio dell'egemonia delle classi dominanti è ed è stata parziale: tra le forze che contribuiscono alla conservazione di tale blocco sociale è la Chiesa cattolica, che si batte per mantenere l'unione dottrinale tra i fedeli colti e quelli incolti, tra gli intellettuali e i semplici, tra i dominanti e i dominati, in modo da evitare tra di essi fratture irrimediabili che tuttavia esistono e che essa non è in realtà in grado di sanare, ma solo di controllare: «la Chiesa romana è sempre stata la più tenace nella lotta per impedire che ufficialmente si formino due religioni, quella degli intellettuali e quella delle anime semplici», una lotta che se pure ha avuto anche gravi conseguenze, connesse «al processo storico che trasforma tutta la società civile e che in blocco contiene una critica corrosiva delle religioni», ha tuttavia fatto risaltare «la capacità organizzatrice nella sfera della cultura del clero» che ha dato «certe soddisfazioni alle esigenze della scienza e della filosofia, ma con un ritmo così lento e metodico che le mutazioni non sono percepite dalla massa dei semplici, sebbene esse appaiano "rivoluzionarie" e demagogiche agli "integralisti"».
Anche la cultura d'impronta idealistica, al tempo di Gramsci dominante ed esercitata dalle scuole filosofiche crociane e gentiliane, non ha «saputo creare una unità ideologica tra il basso e l'alto, tra i semplici e gli intellettuali», tanto che essa, anche se ha sempre considerato la religione una mitologia, non ha nemmeno «tentato di costruire una concezione che potesse sostituire la religione nell'educazione infantile», e questi pedagogisti, pur essendo non religiosi, non confessionali e atei, «concedono l'insegnamento della religione perché la religione è la filosofia dell'infanzia dell'umanità, che si rinnova in ogni infanzia non metaforica». Anche la cultura laica dominante utilizza dunque la religione, dal momento che non si pone il problema di elevare le classi popolari al livello di quelle dominanti ma proprio perché, al contrario, intende mantenerle in una posizione di subalternità.

### La coscienza di classe

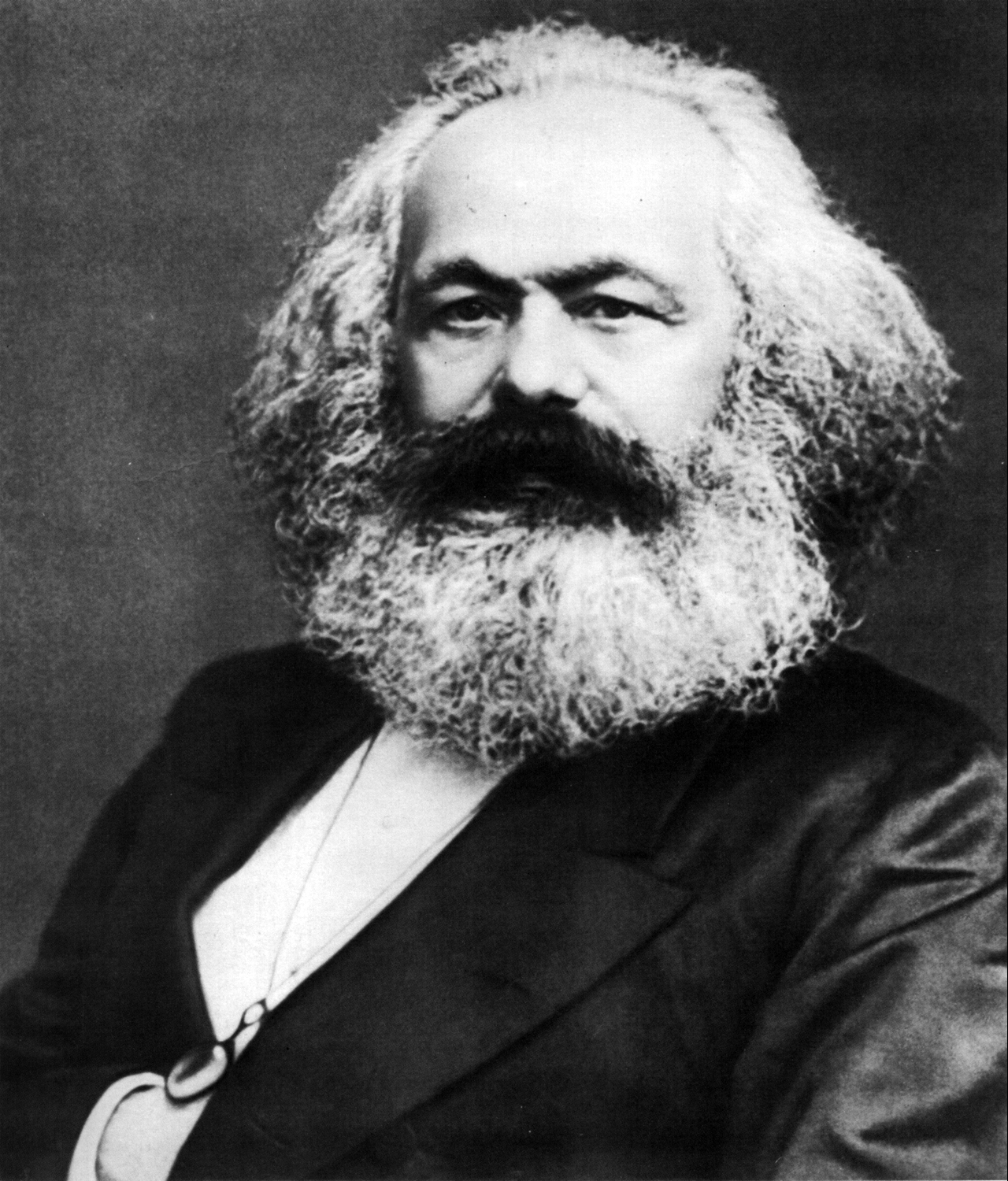
Karl Marx

La politica, secondo Gramsci, è in grado di sanare la frattura tra gli intellettuali e i semplici, almeno quella politica che «non tende a mantenere i semplici nella loro filosofia primitiva del senso comune, ma invece a condurli a una concezione superiore della vita». È la politica, l'azione politica, la «prassi» realizzata dalla «filosofia della prassi» - così Gramsci chiama il marxismo, non solo per l'esigenza di celare quanto scrive alla repressiva censura carceraria - che si oppone antiteticamente alle concezioni delle culture dominanti della Chiesa e dell'idealismo per condurre i subalterni a una «superiore concezione della vita. Se afferma l'esigenza del contatto tra intellettuali e semplici non è per limitare l'attività scientifica e per mantenere una unità al basso livello delle masse, ma appunto per costruire un blocco intellettuale-morale che renda politicamente possibile un progresso intellettuale di massa e non solo di scarsi gruppi intellettuali». La via che conduce all'egemonia del proletariato passa dunque per una riforma culturale e morale della società.
Tuttavia l'uomo attivo di massa - cioè la classe operaia, - non è, in generale, consapevole né della sua condizione reale di subordinazione, né della funzione che essa può svolgere. Il proletariato, scrive Gramsci, «non ha una chiara coscienza teorica di questo suo operare che pure è un conoscere il mondo in quanto lo trasforma. La sua coscienza teorica anzi può essere in contrasto col suo operare»; opera praticamente e nello stesso tempo ha una coscienza teorica ereditata dal passato, accolta per lo più in modo acritico. La reale comprensione critica di sé avviene «attraverso una lotta di egemonie politiche, di direzioni contrastanti, prima nel campo dell'etica, poi della politica per giungere a una elaborazione superiore della propria concezione del reale». La coscienza politica, cioè l'essere parte di una determinata forza egemonica, «è la prima fase per una ulteriore e progressiva autocoscienza dove teoria e pratica finalmente si unificano».
Ma autocoscienza critica significa creazione di una élite di intellettuali, perché per distinguersi e rendersi indipendenti occorre organizzarsi, e non esiste organizzazione senza intellettuali, «uno strato di persone specializzate nell'elaborazione concettuale e filosofica».

### Il partito politico
Già Machiavelli indicava nei moderni Stati unitari europei l'esperienza che l'Italia avrebbe dovuto far propria per superare la drammatica crisi emersa nelle guerre che devastarono la penisola dalla fine del Quattrocento. Il principe del Machiavelli «non esisteva nella realtà storica, non si presentava al popolo italiano con caratteri di immediatezza obiettiva, ma era una pura astrazione dottrinaria, il simbolo del capo, del condottiero ideale; ma gli elementi passionali, mitici [ ... ] si riassumono e diventano vivi nella conclusione, nell'invocazione di un principe realmente esistente».

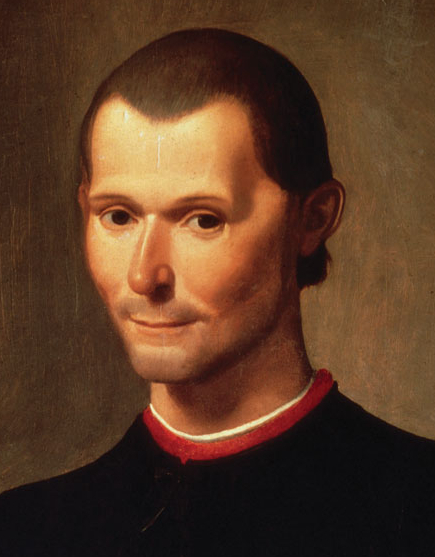
Niccolò Machiavelli

In Italia, al tempo di Machiavelli, non si ebbe una monarchia assoluta che unificasse la nazione perché, secondo Gramsci, nella dissoluzione della borghesia comunale si creò una situazione interna economico-corporativa, politicamente «la peggiore delle forme di società feudale, la forma meno progressiva e più stagnante: mancò sempre, e non poteva costituirsi, una forza giacobina efficiente, la forza appunto che nelle altre nazioni ha suscitato e organizzato la volontà collettiva nazional-popolare e ha fondato gli Stati moderni».
A questa forza progressiva si oppose in Italia la «borghesia rurale, eredità di parassitismo lasciata ai tempi moderni dallo sfacelo, come classe, della borghesia comunale». Forze progressive sono i gruppi sociali urbani con un determinato livello di cultura politica, ma non sarà possibile la formazione di una volontà collettiva nazionale - popolare, «se le grandi masse dei contadini lavoratori non irrompono simultaneamente nella vita politica. Ciò intendeva il Machiavelli attraverso la riforma della milizia, ciò fecero i giacobini nella Rivoluzione francese; in questa comprensione è da identificare un giacobinismo precoce del Machiavelli, il germe, più o meno fecondo, della sua concezione della rivoluzione nazionale».
Modernamente, il Principe invocato dal Machiavelli non può essere un individuo reale, concreto, ma un organismo e «questo organismo è già dato dallo sviluppo storico ed è il partito politico: la prima cellula in cui si riassumono dei germi di volontà collettiva che tendono a divenire universali e totali»; il partito è l'organizzatore di una riforma intellettuale e morale, che concretamente si manifesta con un programma di riforma economica, divenendo così «la base di un laicismo moderno e di una completa laicizzazione di tutta la vita e di tutti i rapporti di costume».
Perché un partito esista, e diventi storicamente necessario, devono confluire in esso tre elementi fondamentali:

1 - «Un elemento diffuso, di uomini comuni, medi, la cui partecipazione è offerta dalla disciplina e dalla fedeltà, non dallo spirito creativo ed altamente organizzativo....essi sono una forza in quanto c'è chi li centralizza, organizza, disciplina, ma in assenza di questa forza coesiva si sparpaglierebbero e si annullerebbero in un pulviscolo impotente»

2 - «L'elemento coesivo principale [ ... ] dotato di forza altamente coesiva, centralizzatrice e disciplinatrice e anche, anzi forse per questo, inventiva [ ... ] da solo questo elemento non formerebbe un partito, tuttavia lo formerebbe più che il primo elemento considerato. Si parla di capitani senza esercito, ma in realtà è più facile formare un esercito che formare dei capitani»

3 - «Un elemento medio, che articoli il primo col secondo elemento, che li metta a contatto, non solo fisico, ma morale e intellettuale».

### Gli intellettuali
Per Gramsci, tutti gli uomini sono intellettuali, dal momento che « non c'è attività umana da cui si possa escludere ogni intervento intellettuale, non si può separare l'homo faber dall'homo sapiens », in quanto, indipendentemente della sua professione specifica, ognuno è a suo modo « un filosofo, un artista, un uomo di gusto, partecipa di una concezione del mondo, ha una consapevole linea di condotta morale » ma non tutti gli uomini hanno nella società la funzione di intellettuali.
Storicamente si formano particolari categorie di intellettuali, « specialmente in connessione coi gruppi sociali più importanti e subiscono elaborazioni più estese e complesse in connessione col gruppo sociale dominante ». Un gruppo sociale che tende all'egemonia lotta « per l'assimilazione e la conquista ideologica degli intellettuali tradizionali [ ... ] tanto più rapida ed efficace quanto più il gruppo dato elabora simultaneamente i propri intellettuali organici ».
L'intellettuale tradizionale è il letterato, il filosofo, l'artista e perciò, nota Gramsci, « i giornalisti, che ritengono di essere letterati, filosofi, artisti, ritengono anche di essere i veri intellettuali », mentre modernamente è la formazione tecnica a formare la base del nuovo tipo di intellettuale, un costruttore, organizzatore, persuasore - ma non assolutamente il vecchio oratore, formatosi sullo studio dell'eloquenza « motrice esteriore e momentanea degli affetti e delle passioni » - il quale deve giungere « dalla tecnica-lavoro alla tecnica-scienza e alla concezione umanistica storica, senza la quale si rimane specialista e non si diventa dirigente ».
Il gruppo sociale emergente, che lotta per conquistare l'egemonia politica, tende a conquistare alla propria ideologia l'intellettuale tradizionale mentre, nello stesso tempo, forma i propri intellettuali organici. L'organicità dell'intellettuale si misura con la maggiore o minore connessione con il gruppo sociale cui fa riferimento: essi operano tanto nella società civile, che è l'insieme degli organismi privati in cui si dibattono e si diffondono le ideologie necessarie all'acquisizione del consenso, che apparentemente viene dato spontaneamente dalle grandi masse della popolazione alle scelte del gruppo sociale dominante, quanto nella società politica, dove si esercita il « dominio diretto o di comando che si esprime nello Stato e nel governo giuridico ». Gli intellettuali sono così « i commessi del gruppo dominante per l'esercizio delle funzioni subalterne dell'egemonia sociale e del governo politico, cioè: 1) del consenso spontaneo dato dalle grandi masse della popolazione all'indirizzo impresso alla vita sociale dal gruppo fondamentale dominante [...] 2) dell'apparato di coercizione statale che assicura legalmente la disciplina di quei gruppi che non consentono ».
Come lo Stato, nella società politica, tende a unificare gli intellettuali tradizionali con quelli organici, così nella società civile il partito politico, ancor più compiutamente e organicamente dello Stato, elabora « i propri componenti, elementi di un gruppo sociale nato e sviluppatosi come economico, fino a farli diventare intellettuali politici qualificati, dirigenti, organizzatori di tutte le attività e le funzioni inerenti all'organico sviluppo di una società integrale, civile e politica ».

### La letteratura nazionale-popolare
Se dunque gli intellettuali possono essere mediatori di cultura e di consenso presso i gruppi sociali, una classe politicamente emergente deve valersi di intellettuali organici alla valorizzazione dei suoi valori culturali, fino a imporli all'intera società.
Pur essendo sempre stati legati alle classi dominanti, ottenendone spesso onori e prestigio, gli intellettuali italiani non si sono mai sentiti organici, hanno sempre rifiutato, in nome di un loro astratto cosmopolitismo, ogni legame con il popolo, del quale non hanno mai voluto riconoscere le esigenze né interpretare i bisogni culturali.
In molte lingue - in russo, in tedesco, in francese - il significato dei termini «nazionale» e «popolare» coincidono: «in Italia, il termine nazionale ha un significato molto ristretto ideologicamente e in ogni caso non coincide con popolare, perché in Italia gli intellettuali sono lontani dal popolo, cioè dalla nazione e sono invece legati a una tradizione di casta, che non è mai stata rotta da un forte movimento popolare o nazionale dal basso: la tradizione è libresca e astratta e l'intellettuale tipico moderno si sente più legato ad Annibal Caro o a Ippolito Pindemonte che a un contadino pugliese o siciliano».
Dall'Ottocento, in Europa, si è assistito a un fiorire della letteratura popolare, dai romanzi di appendice del Sue o di Ponson du Terrail, ad Alexandre Dumas, ai racconti polizieschi inglesi e americani; con maggior dignità artistica, alle opere del Chesterton e di Dickens, a quelle di Victor Hugo, di Émile Zola e di Honoré de Balzac, fino ai capolavori di Fëdor Michajlovič Dostoevskij e di Lev Tolstoj. Nulla di tutto questo in Italia: qui la letteratura non si è diffusa e non è stata popolare, per la mancanza di un blocco nazionale intellettuale e morale tanto che l'elemento intellettuale italiano è avvertito come più straniero degli stranieri stessi.

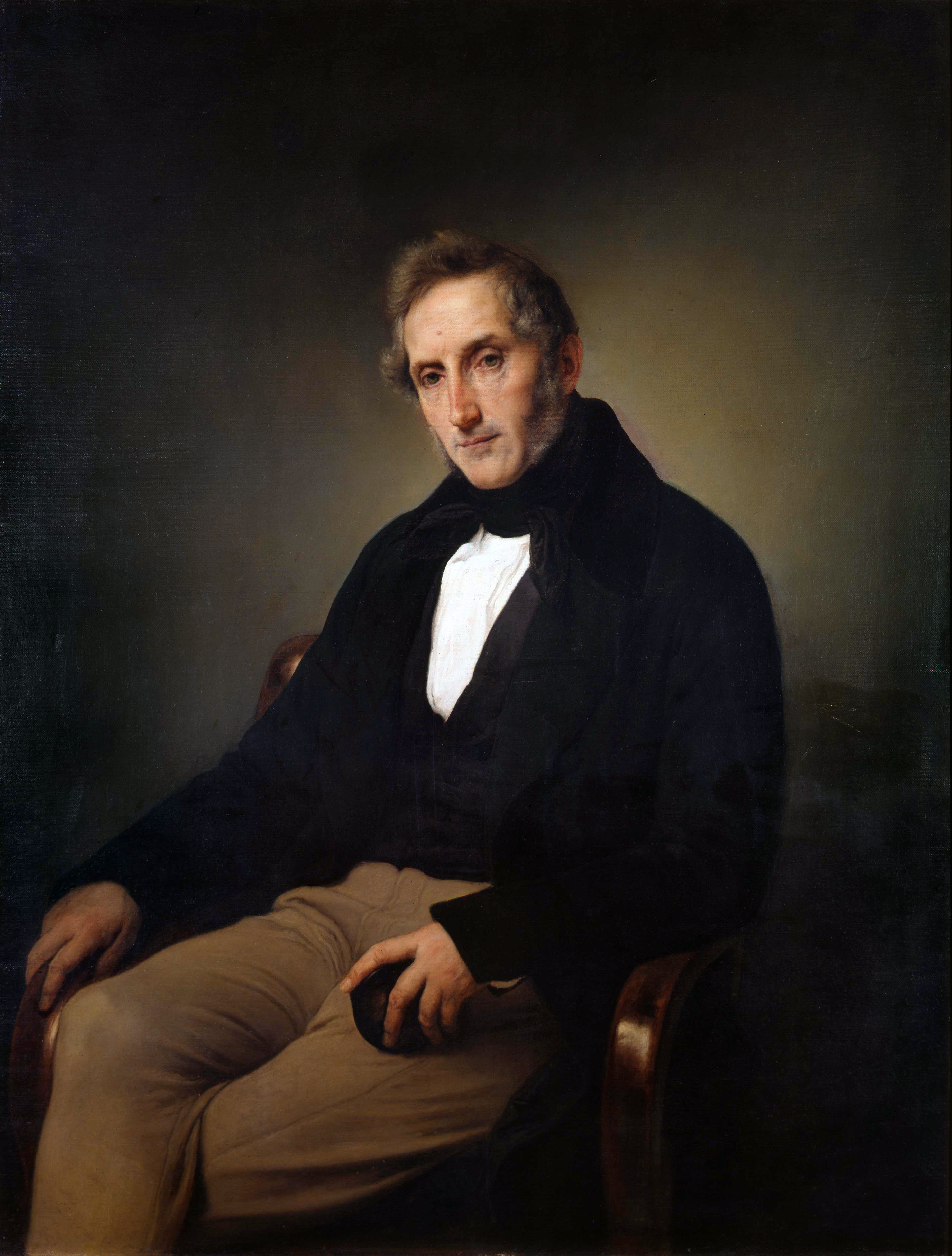
Alessandro Manzoni ritratto da Francesco Hayez

Il pubblico italiano cerca la sua letteratura all'estero perché la sente più sua di quella nazionale: è questa la dimostrazione del distacco, in Italia, fra pubblico e scrittori: «Ogni popolo ha la sua letteratura, ma essa può venirgli da un altro popolo [ ... ] può essere subordinato all'egemonia intellettuale e morale di altri popoli. È questo spesso il paradosso più stridente per molte tendenze monopolistiche di carattere nazionalistico e repressivo: che mentre si costruiscono piani grandiosi di egemonia, non ci si accorge di essere oggetto di egemonie straniere; così come, mentre si fanno piani imperialistici, in realtà si è oggetto di altri imperialismi». Tanto gli intellettuali laici hanno fallito nel compito, che storicamente doveva loro spettare, di elaborare la coscienza morale del popolo diffondendo in esso un moderno umanesimo, quanto quelli cattolici: la loro insufficienza è «uno degli indizi più espressivi dell'intima rottura che esiste tra la religione e il popolo: questo si trova in uno stato miserrimo di indifferentismo e di assenza di una vivace vita spirituale; la religione è rimasta allo stato di superstizione [ ... ] l'Italia popolare è ancora nelle condizioni create immediatamente dalla Controriforma: la religione, tutt'al più, si è combinata col folclore pagano ed è rimasta in questo stadio».
Sono rimaste famose le note di Gramsci sul Manzoni, messo a confronto con Tolstoj; lo scrittore più autorevole, più studiato nelle scuole e probabilmente il più popolare, è una dimostrazione del carattere non nazionale-popolare della letteratura italiana: «Il carattere "aristocratico" del cattolicismo manzoniano appare dal "compatimento" scherzoso verso le figure di uomini del popolo (ciò che non appare in Tolstoi), come fra Galdino (in confronto di frate Cristoforo), il sarto, Renzo, Agnese, Perpetua, la stessa Lucia, ecc. [ ... ] i popolani, per il Manzoni, non hanno "vita interiore", non hanno personalità morale profonda; essi sono "animali" e il Manzoni è "benevolo" verso di loro proprio della benevolenza di una cattolica società di protezione di animali [ ... ] niente [in Manzoni] dello spirito popolare di Tolstoi, cioè dello spirito evangelico del cristianesimo primitivo. L'atteggiamento del Manzoni verso i suoi popolani è l'atteggiamento della Chiesa Cattolica verso il popolo: di condiscendente benevolenza, non di immediatezza umana [ ... ] vede con "occhio severo" tutto il popolo, mentre vede con occhio severo "i più di coloro che non sono popolo"; egli trova "magnanimità", "alti pensieri", "grandi sentimenti", solo in alcuni della classe alta, in nessuno del popolo [ ... ] nei Promessi Sposi non c'è popolano che non sia "preso in giro" e canzonato [ ... ] Vita interiore hanno solo i signori: fra Cristoforo, il Borromeo, l'Innominato, lo stesso don Rodrigo [ ... ] L'importanza che ha la frase di Lucia nel turbare la coscienza dell'Innominato e nel secondarne la crisi morale, è di carattere non illuminante e folgorante come ha l'apporto del popolo, sorgente di vita morale e religiosa, nel Tolstoi, ma meccanico e di carattere "sillogistico" [ ... ] il suo atteggiamento verso il popolo non è "popolare-nazionale", ma aristocratico».
Una classe che muova alla conquista dell'egemonia non può non creare una nuova cultura, che è essa stessa espressione di una nuova vita morale, un nuovo modo di vedere e rappresentare la realtà; naturalmente, non si possono creare artificialmente artisti che interpretino questo nuovo mondo culturale, ma «un nuovo gruppo sociale che entra nella vita storica con atteggiamento egemonico, con una sicurezza di sé che prima non aveva, non può non suscitare dal suo seno personalità che prima non avrebbero trovato una forza sufficiente per esprimersi compiutamente». Intanto, nella creazione di una nuova cultura, è parte la critica della civiltà letteraria presente, e Gramsci vede nella critica svolta da Francesco De Sanctis un esempio privilegiato:

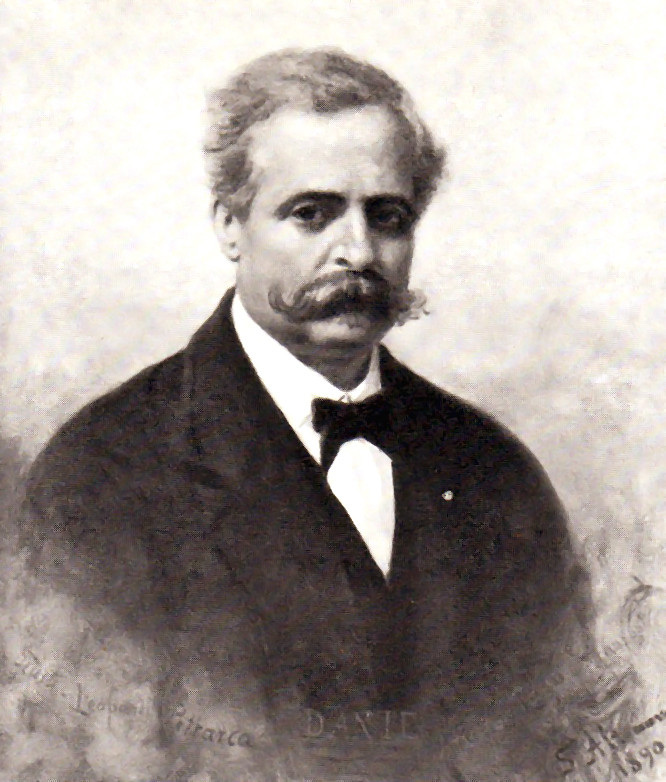
Francesco De Sanctis ritratto da Saverio Altamura

«La critica del De Sanctis è militante, non frigidamente estetica, è la critica di un periodo di lotte culturali, di contrasti tra concezioni della vita antagonistiche. Le analisi del contenuto, la critica della struttura delle opere, cioè della coerenza logica e storica-attuale delle masse di sentimenti rappresentati artisticamente, sono legate a questa lotta culturale: proprio in ciò pare consista la profonda umanità e l'umanesimo del De Sanctis [ ... ] Piace sentire in lui il fervore appassionato dell'uomo di parte che ha saldi convincimenti morali e politici e non li nasconde». Il De Sanctis opera nel periodo risorgimentale, in cui si lotta per creare una nuova cultura: di qui la differenza con il Croce, che vive sì gli stessi motivi culturali, ma nel periodo della loro affermazione, per cui «la passione e il fervore romantico si sono composti nella serenità superiore e nell'indulgenza piena di bonomia». Quando poi quei valori culturali, così affermatisi, sono messi in discussione, allora in Croce «subentra una fase in cui la serenità e l'indulgenza s'incrinano e affiora l'acrimonia e la collera a stento repressa: fase difensiva non aggressiva e fervida, e pertanto non confrontabile con quella del De Sanctis».
Per Gramsci, una critica letteraria marxistica può avere nel critico campano un esempio, dal momento che essa deve fondere, come De Sanctis fece, la critica estetica con la lotta per una cultura nuova, criticando il costume, i sentimenti e le ideologie espresse nella storia della letteratura, individuandone le radici nella società in cui quegli scrittori si trovavano a operare.
Non a caso, Gramsci progettava nei suoi Quaderni un saggio che intendeva intitolare «I nipotini di padre Bresciani», dal nome del gesuita Antonio Bresciani (1798 - 1862), tra i fondatori e direttore della rivista La Civiltà Cattolica e scrittore di romanzi popolari d'impronta reazionaria; uno di essi, L'ebreo di Verona, fu stroncato in un famoso saggio del De Sanctis. I nipotini di padre Bresciani sono, per Gramsci, gli intellettuali e i letterati contemporanei portatori di una ideologia reazionaria, sia essa cattolica che laica, con un «carattere tendenzioso e propagandistico apertamente confessato»
Fra i «nipotini» Gramsci individua, oltre a molti scrittori ormai dimenticati, Antonio Beltramelli, Ugo Ojetti - «la codardia intellettuale dell'uomo supera ogni misura normale» - Alfredo Panzini, Goffredo Bellonci, Massimo Bontempelli, Umberto Fracchia, Adelchi Baratono - «l'agnosticismo del Baratono non è altro che vigliaccheria morale e civile [ ... ] Baratono teorizza solo la propria impotenza estetica e filosofica e la propria coniglieria» - Riccardo Bacchelli - «nel Bacchelli c'è molto brescianesimo, non solo politico-sociale, ma anche letterario: la Ronda fu una manifestazione di gesuitismo artistico» - Salvator Gotta, «di Salvator Gotta si può dire ciò che il Carducci scrisse del Rapisardi: Oremus sull'altare e flatulenze in sagrestia; tutta la sua produzione letteraria è brescianesca», Giuseppe Ungaretti.
Secondo Gramsci «la vecchia generazione degli intellettuali è fallita (Papini, Prezzolini, Soffici, ecc.) ma ha avuto una giovinezza. La generazione attuale non ha neanche questa età delle brillanti promesse, Titta Rosa, Angioletti, Malaparte, ecc.). Asini brutti anche da piccoletti».

### La critica a Benedetto Croce
Nipote del filosofo neo-hegeliano Bertrando Spaventa, allevato nella giovinezza, dopo la morte dei genitori, dal fratello di questi, Silvio, Benedetto Croce giunge all'idealismo, attraverso il marxismo di Antonio Labriola, alla fine dell'Ottocento, nel momento in cui, in Europa, si afferma il revisionismo del marxismo ad opera della corrente socialdemocratica tedesca capeggiata da Eduard Bernstein e di qui, al revisionismo socialista italiano di Bissolati e Turati. Croce, che non è mai stato socialista, dà alla borghesia italiana gli strumenti culturali più raffinati per delimitare i confini fra gli intellettuali e la cultura italiana, da una parte, e il movimento operaio e socialista dall'altra; per Gramsci è necessario mostrare e combattere la sua funzione di maggior rappresentante dell'egemonia culturale che il blocco sociale dominante esercita nei confronti del movimento operaio italiano.
Come tale, il Croce combatte il marxismo, cercando di negarne validità nell'elemento che egli individua come decisivo: quello dell'economia; Il Capitale di Marx sarebbe per lui un'opera di morale e non di scienza, un tentativo di dimostrare che la società capitalistica è immorale, diversamente dalla comunista, in cui si realizzerebbe la piena moralità umana e sociale. La non scientificità dell'opera maggiore di Marx sarebbe dimostrata dal concetto del plusvalore: per Croce, solo da un punto di vista morale si può parlare di plusvalore, rispetto al valore, legittimo concetto economico.

Benedetto Croce

Questa critica del Croce è, per Gramsci, in realtà un semplice sofisma: il plusvalore è esso stesso valore, è la differenza tra il valore delle merci prodotte dal lavoratore e il valore della forza lavoro del lavoratore stesso. La teoria del valore di Marx deriva direttamente da quella dell'economista liberale inglese David Ricardo la cui teoria del valore-lavoro «non sollevò nessuno scandalo quando fu espressa, perché allora non rappresentava nessun pericolo, appariva solo, come era, una constatazione puramente oggettiva e scientifica. Il valore polemico e di educazione morale e politica, pur senza perdere la sua oggettività, doveva acquistarla solo con la Economia critica [Il Capitale di Marx]».
La filosofia crociana si qualifica come storicismo, ossia, seguendo il Vico, la realtà è storia e tutto ciò che esiste è necessariamente storico ma, conformemente alla natura idealistica della sua filosofia, la storia è storia dello Spirito, essa è dunque storia di astrazioni, è storia della libertà, della cultura, del progresso, è storia speculativa, non è la storia concreta delle nazioni e delle classi: «La storia speculativa può essere considerata come un ritorno, in forme letterarie rese più scaltre e meno ingenue dallo sviluppo della capacità critica, a modi di storia già caduti in discredito come vuoti e retorici e registrati in diversi libri dello stesso Croce. La storia etico-politica, in quanto prescinde dal concetto di blocco storico [unione di struttura e sovrastruttura in senso marxiano], in cui contenuto economico-sociale e forma etico-politica si identificano concretamente nella ricostruzione dei vari periodi storici, è niente altro che una presentazione polemica di filosofemi più o meno interessanti, ma non è storia. Nelle scienze naturali ciò equivarrebbe a un ritorno alle classificazioni secondo il colore della pelle, delle piume, del pelo degli animali, e non secondo la struttura anatomica [ ... ] nella storia degli uomini [ ... ] il colore della pelle fa blocco con la struttura anatomica e con tutte le funzioni fisiologiche; non si può pensare un individuo scuoiato come il vero individuo, ma neanche l'individuo disossato e senza scheletro [ ... ] la storia del Croce rappresenta figure disossate, senza scheletro, dalle carni flaccide e cascanti anche sotto il belletto delle veneri letterarie dello scrittore».
L'operazione conservatrice del Croce storico fa il paio con quella del Croce filosofo: se la dialettica dell'idealista Hegel era una dialettica dei contrari - uno svolgimento della storia che procede per contraddizioni - la dialettica crociana è una dialettica dei distinti: commutare la contraddizione in distinzione significa operare un'attenuazione, se non un annullamento dei contrasti che nella storia, e dunque nelle società, si presentano. Per Gramsci, tale operazione si manifesta nelle opere storiche del Croce: la sua Storia d'Europa, iniziando dal 1815 e tagliando fuori il periodo della Rivoluzione francese e quello napoleonico, «non è altro che un frammento di storia, l'aspetto passivo della grande rivoluzione che si iniziò in Francia nel 1789, traboccò nel resto d' Europa con le armate repubblicane e napoleoniche, dando una potente spallata ai vecchi regimi e determinandone non il crollo immediato come in Francia, ma la corrosione riformistica che durò fino al 1870». Analoga è l'operazione operata dal Croce nella sua Storia d'Italia dal 1871 al 1915 la quale affronta unicamente il periodo del consolidamento del regime dell'Italia unita e si «prescinde dal momento della lotta, dal momento in cui si elaborano e radunano e schierano le forze in contrasto [ ... ] in cui un sistema etico-politico si dissolve e un altro si elabora [ ... ] in cui un sistema di rapporti sociali si sconnette e decade e un altro sistema sorge e si afferma, e invece [Croce] assume placidamente come storia il momento dell'espansione culturale o etico-politico».

### Il materialismo storico
Gramsci, fin dagli anni universitari, fu un deciso oppositore di quella concezione fatalistica e positivistica del marxismo, presente nel vecchio partito socialista, per la quale il capitalismo necessariamente era destinato a crollare, facendo posto a una società socialista. Questa concezione mascherava l'impotenza politica del partito della classe subalterna, incapace di prendere l'iniziativa per la conquista dell'egemonia.

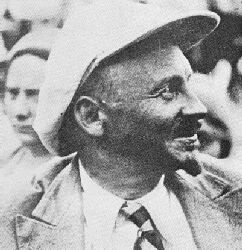
Nikolai Bucharin

Anche il manuale del bolscevico russo Nikolai Bucharin, edito nel 1921, La teoria del materialismo storico manuale popolare di sociologia, si colloca nello stesso filone: «la sociologia è stata un tentativo di creare un metodo della scienza storico-politica, in dipendenza di un sistema filosofico già elaborato, il positivismo evoluzionistico [ ... ] è diventata la filosofia dei non filosofi, un tentativo di descrivere e classificare schematicamente i fatti storici, secondo criteri costruiti sul modello delle scienze naturali. La sociologia è dunque un tentativo di ricavare sperimentalmente le leggi di evoluzione della società umana in modo da prevedere l'avvenire con la stessa certezza con cui si prevede che da una ghianda si svilupperà una quercia. L'evoluzionismo volgare è alla base della sociologia che non può conoscere il principio dialettico col passaggio dalla quantità alla qualità, passaggio che turba ogni evoluzione e ogni legge di uniformità intesa in senso volgarmente evoluzionistico».
La comprensione della realtà come sviluppo della storia umana è solo possibile utilizzando la dialettica marxiana, esclusa nel Manuale del Bucharin, perché essa coglie tanto il senso delle vicende umane quanto la loro provvisorietà, la loro storicità appunto, determinata dalla prassi, dall'azione politica che trasforma le società.
Le società non si trasformano da sé in qualunque situazione data; già Marx aveva rilevato come nessuna società si ponga compiti per la cui soluzione non esistano già le condizioni almeno in via di apparizione né essa si dissolve e può essere sostituita se prima non ha svolto tutte le forme di vita che le sono implicite. Il rivoluzionario si pone il problema di individuare esattamente i rapporti tra struttura e superstruttura per giungere a una giusta analisi delle forze che operano nella storia di un determinato periodo. L'azione politica rivoluzionaria, la prassi, per Gramsci è anche catarsi che segna «il passaggio dal momento meramente economico (o egoistico-passionale) al momento etico-politico cioè l'elaborazione superiore della struttura in super-struttura nella coscienza degli uomini. Ciò significa anche il passaggio dall'oggettivo al soggettivo e dalla necessità alla libertà. La struttura, da forza esteriore che schiaccia l'uomo, lo assimila a sé, lo rende passivo, si trasforma in mezzo di libertà, in strumento per creare una nuova forma etico-politica, in origine di nuove iniziative. La fissazione del momento catartico diventa così, mi pare, il punto di partenza di tutta la filosofia della prassi; il processo catartico coincide con la catena di sintesi che sono risultate dallo svolgimento dialettico».
La dialettica è dunque strumento di indagine storica, che supera la visione naturalistica e meccanicistica della realtà, è unione di teoria e prassi, di conoscenza e azione. La dialettica è «dottrina della conoscenza e sostanza midollare della storiografia e della scienza della politica» e può essere compresa solo concependo il marxismo «come una filosofia integrale e originale che inizia una nuova fase nella storia e nello sviluppo mondiale in quanto supera (e superando ne include in sé gli elementi vitali) sia l'idealismo che il materialismo tradizionali espressione delle vecchie società. Se la filosofia della prassi [il marxismo] non è pensata che subordinatamente a un'altra filosofia, non si può concepire la nuova dialettica, nella quale appunto quel superamento si effettua e si esprime».

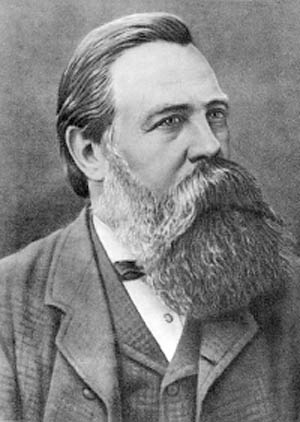
Friedrich Engels

Il vecchio materialismo è metafisica; per il senso comune la realtà oggettiva, indipendente dal soggetto, esistente indipendentemente dall'uomo, è un ovvio assioma, confortato dall'affermazione della religione per la quale il mondo, creato da Dio, si trova già dato di fronte a noi. Ma per Gramsci, se vanno esclusi gli idealismi berkeleiani e gentiliani, va anche rifiutata «la concezione della realtà oggettiva del mondo esterno nella sua forma più triviale e acritica» dal momento che «a questa può essere mossa l'obbiezione di misticismo». Se noi conosciamo la realtà in quanto uomini, ed essendo noi stessi un divenire storico, anche la conoscenza e la realtà sono un divenire.
Come potrebbe infatti esistere un'oggettività extrastorica ed extraumana e chi giudicherà di tale oggettività? «La formulazione di Engels che l'unità del mondo consiste nella sua materialità dimostrata dal lungo e laborioso sviluppo della filosofia e delle scienze naturali contiene appunto il germe della concezione giusta, perché si ricorre alla storia e all'uomo per dimostrare la realtà oggettiva. Oggettivo significa sempre umanamente oggettivo, ciò che può corrispondere esattamente a storicamente soggettivo [ ... ]. L'uomo conosce oggettivamente in quanto la conoscenza è reale per tutto il genere umano storicamente unificato in un sistema culturale unitario; ma questo processo di unificazione storica avviene con la sparizione delle contraddizioni interne che dilaniano la società umana, contraddizioni che sono la condizione della formazione dei gruppi e della nascita delle ideologie [ ... ]. C'è dunque una lotta per l'oggettività (per liberarsi dalle ideologie parziali e fallaci) e questa lotta è la stessa lotta per l'unificazione culturale del genere umano. Ciò che gli idealisti chiamano spirito non è un punto di partenza ma di arrivo, l'insieme delle soprastrutture in divenire verso l'unificazione concreta e oggettivamente universale e non già un presupposto unitario».

## Influenze su politica e idee
Determinante per la collocazione politica del PCI del dopoguerra fu l'opinione di Gramsci sulla necessità di attendere la soluzione della questione meridionale per poter tentare esiti rivoluzionari, decisione compatibile del resto con le necessità di politica internazionale dettate dall'Unione Sovietica.
Negli ultimi decenni del Novecento si è sviluppata un'importante corrente di studi all'interno delle scienze sociali e culturologiche, i cosiddetti Cultural studies, che pongono il Gramsci dei quaderni tra i referenti teorici. In particolare la dicotomia egemonico/subalterno e il ruolo della cultura nello scambio con la visione del mondo delle masse risulteranno interessanti spunti di riflessione tuttora attuali.

## Vicende editoriali deiQuaderni del carcere

### Il salvataggio dei manoscritti
Subito dopo la morte di Gramsci, i quaderni furono presi in custodia dalla cognata Tatiana Schucht che li portò fuori dalla clinica dove Gramsci era spirato. Secondo una versione attestata da alcune testimonianze del dopoguerra, i Quaderni sarebbero stati custoditi nella sicura cassaforte della Banca Commerciale di Raffaele Mattioli, per poi arrivare al centro estero del PCI, grazie a Pietro Sraffa.

### La prima edizione Einaudi

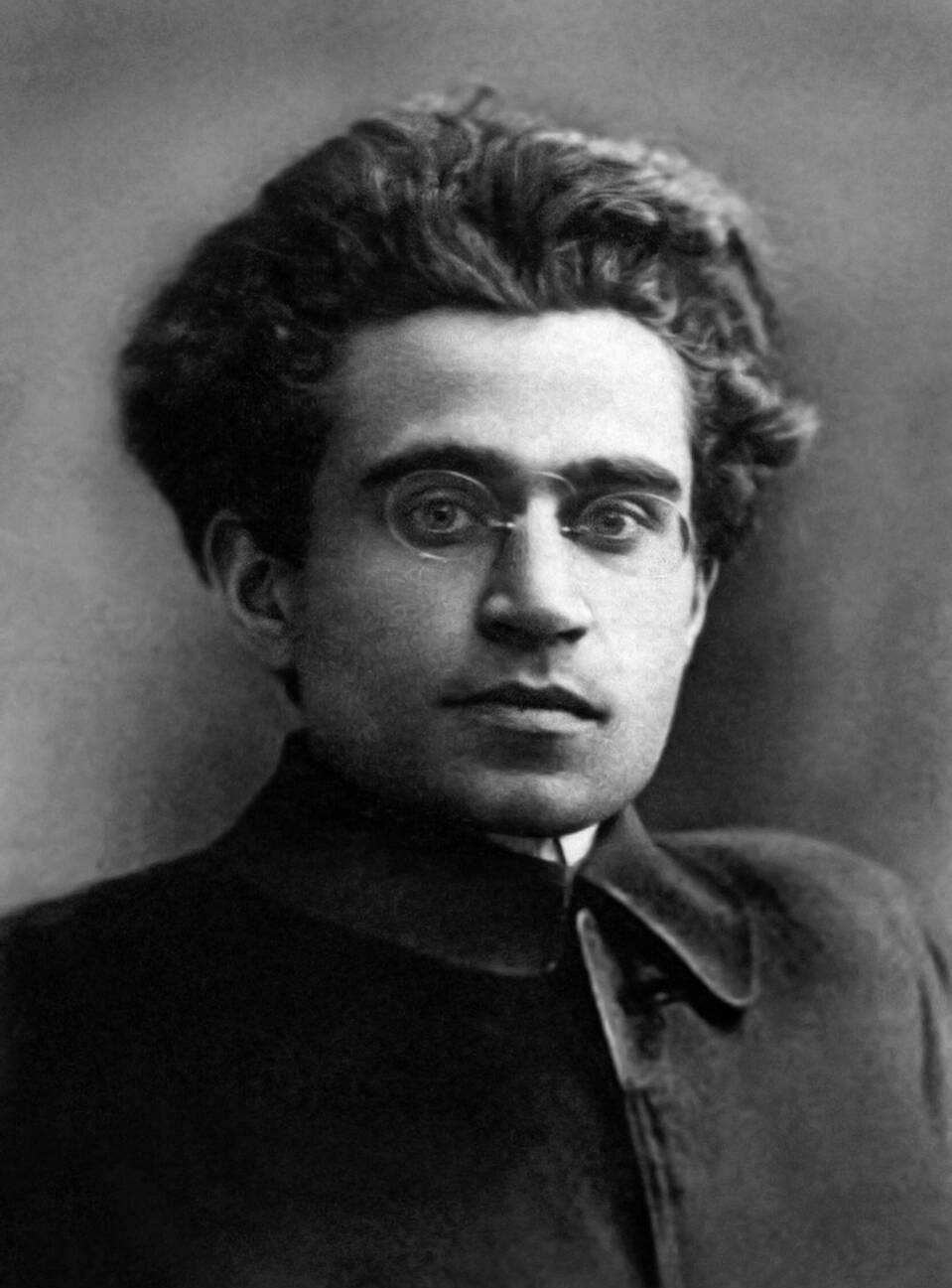
Antonio Gramsci

Al termine della guerra mondiale, la pubblicazione del corpus degli scritti di Gramsci fu una priorità per il leader del Partito Comunista Italiano, Palmiro Togliatti. Questi erano stati copiati, letti e meditati dai dirigenti che alla fine degli anni quaranta lavorarono per strutturarne un'edizione. Il regista dell'operazione fu Togliatti, che fino alla sua morte nel 1964 supervisionò e dosò sapientemente i testi gramsciani. L'incarico di maggiore responsabilità per la pubblicazione dei "Quaderni" venne affidato a Felice Platone, già collaboratore redazionale di Gramsci prima del suo arresto.
Nell'aprile del 1946, sulla rivista Rinascita, un articolo di Platone fornisce una accurata descrizione fisica dei Quaderni e chiarisce la loro straordinaria importanza culturale. L'articolo è interessante per la qualità e la quantità di informazioni che fornisce: il saggio mostra però qualche incongruenza rispetto al reale impianto concettuale dell'opera gramsciana dato che, secondo Platone, l'argomento principale attorno a cui ruotano tutte le altre tematiche dei Quaderni è la storia degli intellettuali italiani. Tale affermazione non corrisponde alle reali intenzioni di Gramsci: nei suoi appunti non esiste alcuna subordinazione tra un argomento e l'altro, piuttosto le varie tematiche si coordinano stabilendo delle relazioni paritarie. È indubbio che la ricerca sugli intellettuali italiani abbia un particolare rilievo per la riflessione gramsciana ma «attribuire [...] [a questa tematica] il ruolo di filo conduttore e centro di tutto il lavoro dei Quaderni comporta il rischio di una valutazione tutto sommato riduttiva del compito che Gramsci si era prefisso e dei risultati a cui è pervenuto».
Platone nell'articolo sopra citato aveva accennato ad una commissione che avrebbe dovuto deliberare sulla migliore scelta editoriale per la pubblicazione dei Quaderni. Come detto, la personalità dominante di quella commissione fu Palmiro Togliatti, ma si possiedono anche interessanti interventi di altri membri dell'équipe editoriale. Una proposta fu quella di pubblicare con Einaudi i quaderni considerati più difficili e affidare al giornale l'Unità la pubblicazione dei quaderni di più immediata lettura per una diffusione popolare. Questa ipotesi venne scartata.
Più strettamente ricollegabile al quadro politico dell'epoca appare la proposta di sfrondare i Quaderni delle note puramente bibliografiche e dei riassunti di libri e articoli di rivista per facilitarne la lettura complessiva. In altri termini sembrava superfluo, per alcuni membri della commissione, inserire delle note che non avrebbero aggiunto nulla all'idea del pensatore politico; Platone stesso mostra dei dubbi su questa prospettiva scrivendo nel documento allegato ai volumi destinati alla commissione che così «[…] si verrebbero a togliere parecchi tratti – e per lo più molto interessanti – al quadro che Gramsci ha voluto tracciare».
Ad ogni modo, delle modifiche furono apportate: vennero minuziosamente analizzate da Piero Sraffa quelle Noterelle di Economia che presentavano delle difficoltà concettuali e, a parer suo, dovevano essere espunte per ragioni di merito. Valentino Gerratana fa notare che non si trattò di un taglio censorio capace di alterare l'impianto dei Quaderni, ma piuttosto di una continuazione di quel dialogo intellettuale che i due amici avevano intrapreso prima e durante la detenzione di Gramsci. Vennero espunti anche i Quaderni di traduzione e le Note Autobiografiche, ossia un frammento del Quaderno 15 scritto da Gramsci nel marzo del 1933 in un momento di forte tensione psicologica e spossatezza fisica; qui, attraverso la similitudine del naufragio, Gramsci analizzava e in qualche modo giustificava il processo di disgregazione “molecolare” del carattere che avviene lentamente e gradualmente per cause esterne e imprescindibili.
Uno degli interventi della commissione editoriale risulta interessante per comprendere come già dal 1945-46 si ponesse il problema di una ipotetica edizione critica. Un documento dattiloscritto anonimo di sette cartelle, inserito negli atti della commissione, riporta proprio la proposta di due differenti tipi di edizione: la prima, "diplomatica", da farsi in un secondo momento, doveva essere una rigorosa analisi ecdotica dei trenta quaderni rispettando l'ordine cronologico e le caratteristiche del testo manoscritto; la seconda, "popolare", avrebbe avuto una struttura semplice e di facile consultazione per interessare una più grande fetta di pubblico e sarebbe stata il tipo di edizione da prediligere nell'immediato.
La scelta della commissione si orientò verso quel tipo di pubblicazione che venne definita "popolare": ma bisogna chiarire che la popolarità di questa edizione non è data da alcuna semplificazione del testo gramsciano e che l'edizione che ne risultò era indirizzata principalmente ad un pubblico colto; non si trattava di un testo di ampio respiro, compendiato o semplificato per una maggiore diffusione, ma di una raccolta di note di Gramsci che contenevano concetti molto complessi, di riflessioni ed elaborazioni teoriche specialistiche.
Le note dei Quaderni vennero suddivise per sezioni tematiche e pubblicate progressivamente in sei volumi tra 1948 e il 1951. La suddivisione delle note per argomenti dà agli scritti di Gramsci una struttura più omogenea rispetto alla loro forma originaria; inoltre gli indici dei singoli volumi si prestano ad una immediata consultazione che permette di rintracciare con facilità i vari argomenti affrontati da Gramsci in carcere. Ai sei volumi furono dati i seguenti titoli:
1. Il materialismo storico e la filosofia di Benedetto Croce
2. Gli intellettuali e l'organizzazione della cultura
3. Il Risorgimento
4. Note sul Machiavelli, sulla politica e sullo Stato moderno
5. Letteratura e vita nazionale
6. Passato e presente

La pubblicazione dei Quaderni ebbe risonanza nazionale sia sul piano culturale che su quello politico. Durante la sua reclusione, Gramsci aveva assunto per l'opinione pubblica avversa al regime la statura di un martire; i giornali di sinistra pubblicavano gli articoli che egli aveva scritto prima dell'arresto; si organizzavano manifestazioni per la sua liberazione; a Mosca le sue effigi venivano innalzate sulla Piazza Rossa. Il PCI aveva bisogno di scuotere la sensibilità nazionale e rendere forte la sua base, riverberando quell'immagine di Gramsci marxista allineato e fedele al partito fino in fondo. L'operazione di politica culturale riuscì, avverando quell'incontrastata egemonia che Gramsci aveva auspicato negli articoli giornalistici e nei Quaderni: una larga schiera di intellettuali impegnati in diversi ambiti culturali e artistici, nel dopoguerra, divenne leale al Partito Comunista, imponendo una serie di temi fino alla metà degli anni Settanta, quando il Pci divenne il Partito Comunista più forte del mondo Occidentale. Ecco le parole testuali di Gramsci: «È certo importante e utile per il proletariato che uno o più intellettuali, individualmente, aderiscano al suo programma e alla sua dottrina, si confondano nel proletariato, ne diventino e se ne sentano parte integrante».
Secondo gli studiosi Guido Liguori e Chiara Meta, è stato «un merito di tale edizione aver facilitato e permesso la diffusione del pensiero gramsciano, consegnato a scritti di non sempre facile decifrabilità. Tra i suoi limiti, che la rendono ormai inservibile, il presentare gli scritti del carcere come un insieme sincronico, celandone l'evoluzione interna; il fornire i soli testi di seconda stesura; soprattutto il raggruppare le note secondo un ordine tematico che contribuì a presentare Gramsci come un "grande intellettuale" tradizionale e tendenzialmente enciclopedico».

### L'edizione critica di Valentino Gerratana
Dopo la pubblicazione della prima edizione dei Quaderni rimaneva in sospeso la prima istanza a cui la commissione editoriale aveva fatto riferimento, quella di una edizione diplomatica: dovranno trascorrere venticinque anni da allora affinché questa venga allestita da Valentino Gerratana sotto l'egida dell'Istituto Gramsci, pubblicata da Einaudi nel 1975.
Il lavoro si concentra sull'andamento "temporale" della scrittura gramsciana, cioè, riesce a mettere in evidenza i vari stadi di stesura del testo nella prospettiva di interpretare le modalità in cui questo venne concepito. In realtà giungere a questo risultato non è affatto semplice: come già stato accennato, la forma originale dei Quaderni crea numerosi problemi di lettura. Gramsci, infatti, non scriveva progressivamente e per argomenti, ma lavorava su più fronti tematici nello stesso insieme di pagine; inoltre lasciava spesso degli spazi bianchi procedendo oltre, per poi ritornare in un secondo momento a riempirli: vi sono numerose note cronologicamente più recenti che precedono note cronologicamente anteriori e viceversa. In più si aggiunge il fatto che il testo gramsciano è stratificato, o meglio, vi sono delle note che vengono cancellate e successivamente fatte oggetto di ricopiatura o rielaborazione, altre che sono rimaste nella loro originaria stesura e altre ancora che rappresentano la seconda stesura della prima tipologia di note. Gerratana nomina questi tre tipi di note rispettivamente A, B, C. L'edizione riporta i diversi strati di testo utilizzando per le note A un corpo tipografico minuscolo.
Un importante suggerimento sulla modalità cronologica della scrittura dei Quaderni viene data direttamente da Gramsci in alcune note, o dai timbri dei visti carcerari, o ancora dalle citazioni dei libri utilizzati da Gramsci dei quali conosciamo le date d'ingresso in carcere. Per quel che riguarda la numerazione, Gerratana ordina i Quaderni progressivamente in linea diacronica e in numeri arabi, mantenendo tra parentesi la numerazione in numeri romani apportata da Tania Schucht subito dopo la morte di Gramsci. In questo modo è più semplice individuare il periodo di composizione di ogni quaderno e, all'interno di ognuno di esso, dei singoli paragrafi. Ogni paragrafo ha un titolo: quelli riportati tra parentesi angolari sono di tipo redazionale, mentre quelli non messi tra parentesi sono originali di Gramsci. Tutti i titoli delle note nella loro forma manoscritta hanno un segno di paragrafo (§): l'editore ha scelto di conservare queste indicazioni di Gramsci, aggiungendo ad esse una numerazione redazionale progressiva che faciliti la consultazione.
I quaderni sottoposti al vaglio filologico e riportati integralmente nell'edizione critica sono ventinove, diciassette dei quali risalenti al periodo di Turi e dodici a quello di Formia. L'editore ha preferito non riportare integralmente gli altri quattro quaderni di traduzioni per evitare di appesantire un testo già di per sé così notevolmente carico. La documentazione di questi quaderni "espunti" viene data nell'ultimo volume dell'edizione che comprende anche la descrizione fisica di tutti gli altri quaderni, l'apparato critico generale, l'indice delle opere citate, quello dei nomi e degli argomenti e le note al testo.

### Fortuna del pensiero gramsciano
Attraverso la pubblicazione dell'edizione critica lo studio dei Quaderni del carcere assume una connotazione più strettamente scientifica: il testo gramsciano viene presentato nella sua veste originaria senza essere sottoposto ad alcuna forzatura interpretativa. A proposito di Karl Marx, Gramsci scriveva le seguenti parole che sembrano applicarsi al suo pensiero: «se si vuole studiare la nascita di una concezione del mondo che dal suo fondatore non è stata mai esposta sistematicamente […] occorre fare preliminarmente un lavoro filologico minuzioso e condotto col massimo scrupolo di esattezza, di onestà scientifica, di lealtà intellettuale, di assenza di ogni preconcetto ed apriorismo o partito preso».
Eppure, nel momento in cui l'edizione di Gerratana viene alla luce, il dibattito culturale intorno alla figura di Gramsci lentamente affievolisce. In realtà, la fortuna di Gramsci e dei suoi Quaderni inizia a scricchiolare già negli anni Sessanta quando emergono nuove correnti politiche e culturali protestatarie, sfociate nei tumulti giovanili del '68 europeo; in Italia sembrano strattonare Gramsci, ad esaltarlo o demonizzarlo perché considerato vicino al Partito Comunista, ad un vecchio agire politico da cui scostarsi.
Una testimonianza di quelle correnti che "usavano" Gramsci ci viene da Alberto Mario Cirese, il più autorevole studioso di Gramsci in materia di folklore. Sul '68 afferma Cirese: «il punto era che allora si discuteva se Gramsci avesse autorizzato o meno un uso politico del folklore, che era un modo assolutamente sbagliato di porsi il problema e voglio dire che però era una cosa che fermentava. Era il tempo nel quale a una mia intervista su Gramsci a «Rinascita Sarda», settimanale comunista in Sardegna, nella quale io rispondo alle domande che mi vengono fatte su Gramsci, il redattore della rivista mette come titolo, senza avvertirmene, Folklore come rivolta. In Gramsci non c'è folklore come rivolta assolutamente, nel mio discorso non c'è folklore come rivolta, esplode in quel titolo un folklore come rivolta perché era il tempo del folklore come cultura di contestazione. Stoltezze».
D'altra parte, in quegli anni, Gramsci venne abbandonato da coloro che si distaccavano dal PCI in nome di quelle alternative politiche che si fondavano sui nascenti movimenti. Giorgio Baratta così ricorda: «nel '68 anche io […] assieme a tanti altri amici di quella che si chiamava la 'sinistra parlamentare' di Gramsci non ne volevamo sapere sentire parlare perché lo schiacciavamo, per così dire, sulla categoria demonizzata del togliattismo».
Sul progressivo abbandono del pensiero gramsciano tra la fine degli anni Settanta e i primi anni Novanta la critica ha espresso diverse posizioni interessanti. Pietro Clemente, notando un decadimento d'interesse per le note demologiche gramsciane negli ultimi trent'anni afferma: «Il lettore più giovane deve sapere che gli studi demo-etno-antropologici italiani hanno avuto con Gramsci una intensa frequentazione tra anni '50 e '70, tanto da formare tre generazioni di studiosi, quella nata negli anni '20, quella degli anni '30, e quella dei '40. Ma la generazione nata negli anni '50 ha rischiato di non avere notizia di Gramsci, se non per qualche sussurro che ricordava il passato, ma senza particolare felicità . Questo è avvenuto anche negli studi filosofici, storici, di storia della cultura, come se all'unisono, vittime di una saturazione da eccesso di abbondanza, una grande abbuffata, tutti si fossero messi d'accordo per un lungo digiuno dai suoi Quaderni del carcere. Le ragioni sono più complesse, e certo c'è di mezzo il cambiamento vertiginoso della società italiana e la crisi catastrofica dell'immagine del comunismo, ma in effetti anche la saturazione sembrava essere compiuta».
Per molti la fortuna di Gramsci «è stata a lungo legata, nel bene o nel male, a quella del PCI» non solo nei successi (o insuccessi) elettorali, ma nelle difficoltà riscontrate nell'organizzazione interna, negli scontri ideologici e strategici che dalla fine degli anni Settanta fino alla fine degli anni Ottanta hanno portato il Partito Comunista italiano a cambiamenti radicali quali il suo scioglimento nel 1991. Una simile lettura viene data da Raul Mordenti secondo il quale le cause del disinteresse per i Quaderni di Gramsci risiedano sia dentro il partito che nella cultura italiana scossa da nuovi modelli culturali che non potevano accogliere l'eredità gramsciana senza contraddirsi: «Troppo stretto e soffocante si era fatto il nodo che legava Gramsci al suo partito perché anche e perfino la lettura di Gramsci non risentisse del «compromesso storico» del Pci e dell'«unità nazionale» e del terrorismo e del «farsi Stato» del Pci e del sindacato, insomma delle contingenze politiche italiane di quella metà degli anni settanta in cui i Quaderni di Gramsci vedevano (in un certo senso: per la prima volta) la luce. Minora premebant, in tutti i sensi: il pensiero debole, i nouveaux philosophes, il post-moderno, insomma il grande freddo degli anni ottanta italiani. Non c'era né tempo, né modo, né, soprattutto, motivo, per leggere (o rileggere) i Quaderni di Gramsci».
Eppure, mentre Gramsci in Italia viene quasi dimenticato, il successo dei Quaderni all'estero è notevole: dal 1927 al 1988 la bibliografia degli studi sugli scritti gramsciani, conta più di settemila titoli in 28 diverse lingue. L'opera di Gramsci inizia a fare il giro del mondo dall'America latina alla Cina fino ad arrivare in India; la Gran Bretagna su ispirazione del pensiero gramsciano ha fondato i suoi Cultural Studies, che hanno presso l'Università di Birmingham il loro centro d'eccellenza, e gli Stati Uniti hanno valicato gli steccati ideologici con cui il maccartismo aveva racchiuso la società civile e il mondo accademico scoprendo Gramsci come intellettuale e filosofo più che come uomo di partito: è straordinaria, in questo senso, la storia personale di John McKay Cammett, massimo studioso statunitense di Gramsci che nel 1959 con la sua tesi di laurea inaugurò un periodo fecondo di studi gramsciani nel suo paese; quella tesi gli procurò nel 1960 il premio come miglior inedito dell'anno da parte della Society for Italian Historical studies; quel testo fu rielaborato nel corso degli anni sessanta e pubblicato nel 1967 con il titolo Antonio Gramsci and the origins of italian communism per i tipi della Stanford University Press. È proprio a Cammet che dobbiamo la bibliografia gramsciana dell'Istituto Gramsci e la fondazione della IGS (International Gramsci Society) che dagli anni novanta, affiancandosi all'Istituto Gramsci, rappresenta la massima istituzione culturale per la promozione degli studi gramsciani.

## Edizioni
- Quaderni del carcere, in Opere di Antonio Gramsci, a cura di Felice Platone, 6 voll. (Il materialismo storico e la filosofia di Benedetto Croce, 1948; Gli intellettuali e l'organizzazione della cultura, 1949; Il Risorgimento, 1949; Note sul Machiavelli, sulla politica, e sullo Stato moderno, 1949; Letteratura e vita nazionale, 1950; Passato e presente, 1951), Torino, Einaudi, 1948-1951.
- Quaderni del carcere. Edizione critica dell'Istituto Gramsci, collana NUE, a cura di V. Gerratana, 4 voll., n. 164, Torino, Einaudi, 1975, ISBN non esistente; collana Einaudi Tascabili n. 835, 2001; collana ET Biblioteca n. 29, 2007-2014.
- Quaderno 19. Risorgimento Italiano, collana Piccola Biblioteca. Testi, introduzione e note di Corrado Vivanti, n. 319, Torino, Einaudi, 1977.
- Quaderno 22. Americanismo e Fordismo, collana Piccola Biblioteca. Testi, introduzione e note di Franco De Felice, n. 335, Torino, Einaudi, 1978, ISBN 978-88-06-39016-7.
- Quaderno 13. Noterelle sulla politica del Machiavelli, collana Piccola Biblioteca. Testi, introduzione e note di Carmine Donzelli, n. 408, Torino, Einaudi, 1981. Ripubblicato col titolo  Il moderno principe. Il partito e la lotta per l'egemonia. Quaderno 13. Noterelle sulla politica del Machiavelli, collana Virgola, nuova introduzione di C. Donzelli, n. 89, Roma, Donzelli Editore, 2012, ISBN 978-88-60-36733-4.
- Pensare la democrazia. Antologia dai «Quaderni del carcere», collana Biblioteca, a cura di M. Montanari, n. 9, Torino, Einaudi, 1997, ISBN 978-88-06-14388-6.
- I Quaderni del carcere, con note, schede, materiale bibliografico e commenti, a cura di Luigi Anepeta con la collaborazione di Lisa Cecchi (testi originali da www.gramscisource.org) (archiviato dall'url originale il 25 aprile 2015). Ospitato su nilalienum.com.
- Quaderni del carcere 1 - Quaderni di traduzioni (1929-1932), a cura di Giuseppe Cospito e Gianni Francioni, 2 tomi, Edizione nazionale degli scritti di A. Gramsci, Roma, Treccani, 2007.